# Don Grady
Don Grady, właściwie Don Louis Agrati (ur. 8 czerwca 1944 w San Diego, zm. 27 czerwca 2012 w Thousand Oaks) – amerykański aktor telewizyjny, filmowy i teatralny, występował w Mickey Mouse Club.

## Życiorys
Urodził się w San Diego w stanie Kalifornia jako syn agentki talentów Mary B. (z domu Castellino) i producenta kiełbas Lou A. Grady'ego. Dorastał w Lafayette z młodszą siostrą Lani (1954–2001). W 1962 roku ukończył Burbank High School w Burbank.
W 1955 podpisał kontrakt z Waltem Disneyem i wziął udział w The Mickey Mouse Club. Jako 13-latek wystąpił w serialu ABC The New Adventures of Spin and Marty (1957). W grudniu 1959, w wieku 15 lat, Grady pojawił się w jednym z odcinków serialu CBS Dick Powell's Zane Grey Theatre z Joan Crawford i Dickiem Powellem. Zabłysnął potem jako Robbie Douglas w serialu Moi trzej synowie (My Three Sons, 1960-71). Grał też w filmie kryminalnym neo-noir Ma Barker's Killer Brood (1960) z Lurene Tuttle oraz melodramacie The Wild McCullochs (1975) z Maxem Baerem Jr. i Forrestem Tuckerem.
Jego utwór „A Lifetime Of Love” znalazł się w komedii kryminalnej Blake'a Edwardsa Switch: Trudno być kobietą (1991) z Ellen Barkin.
6 sierpnia 1976 roku ożenił się z Julie Boonisar. Jednak 2 stycznia 1979 doszło do rozwodu. 31 grudnia 1985 poślubił Virginię "Ginny" Lewsadera, którą poznał w Disneylandzie. Para miała dwoje dzieci, Joeya (ur. 21 kwietnia 1990) i Tessę (ur. 30 grudnia 1993). Byli małżeństwem przez 27 lat, aż do śmierci Grady'ego 27 czerwca 2012 roku. Zmarł na raka kości w wieku 68 lat w Thousand Oaks w Kalifornii.